# Kinosternon acutum
Kinosternon acutum là một loài rùa trong họ Kinosternidae. Loài này được Gray mô tả khoa học đầu tiên năm 1831.